# Copa de España de Ciclocross
La Copa de España de Ciclocross es una competición de ciclocrós creada en 2016 que se desarrolla sobre una serie de carreras. Está organizada por la Real Federación Española de Ciclismo. En ella pueden participar tanto corredores españoles como extranjeros.
Algunas de las carreras que pertenecen a la copa son: Ciclocross de Llodio, Cyclo-cross de Karrantza, Ciclocross Ciudad de Valencia, Ciclocross de Elorrio, Ciclocross de Alcobendas y Ciclocross de Pontevedra.

## Palmarés masculino
| Año  | Ganador          | Segundo            | Tercero                  |
| ---- | ---------------- | ------------------ | ------------------------ |
| 2016 | Ismael Esteban   | Felipe Orts        | Aitor Hernández          |
| 2017 | Felipe Orts      | Aitor Hernández    | Javier Ruiz de Larrinaga |
| 2018 | Felipe Orts      | Vincent Baestaens  | Aitor Hernández          |
| 2019 | Ismael Esteban   | Felipe Orts        | Kevin Suárez             |
| 2020 | Felipe Orts      | Kevin Suárez       | Mario Junquera           |
| 2021 | Ismael Esteban   | David van der Poel | Kevin Suárez             |
| 2022 | Kevin Suárez     | Gonzalo Inguanzo   | Mario Junquera           |
| 2023 | Gonzalo Inguanzo | Mario Junquera     | Felipe Orts              |

## Palmarés femenino
| Año  | Ganadora       | Segunda         | Tercera                  |
| ---- | -------------- | --------------- | ------------------------ |
| 2016 | Aida Nuño      | Lucía González  | Alicia González          |
| 2017 | Lucía González | Aida Nuño       | Lierni Lekuona Etxebeste |
| 2018 | Aida Nuño      | Lucía González  | Helen Wyman              |
| 2019 | Aida Nuño      | Lucía González  | Paula Díaz López         |
| 2020 | Lucía González | Aida Nuño       | Sara Bonillo Talens      |
| 2021 | Aida Nuño      | Lucía González  | Sara Cueto Vega          |
| 2022 | Lucía González | Sofía Rodríguez | Sara Cueto Vega          |
| 2023 | Lucía González | Sofía Rodríguez | Irene Trabazo            |